# Список заслуженных мастеров спорта России по го
Звание «заслуженный мастер спорта России» введено в 1992 году; первыми заслуженными мастерами спорта России по го стали в 2003 году многократные чемпионы Европы Алексей Лазарев и Виктор Богданов (оба — из Петрозаводска).

## Список

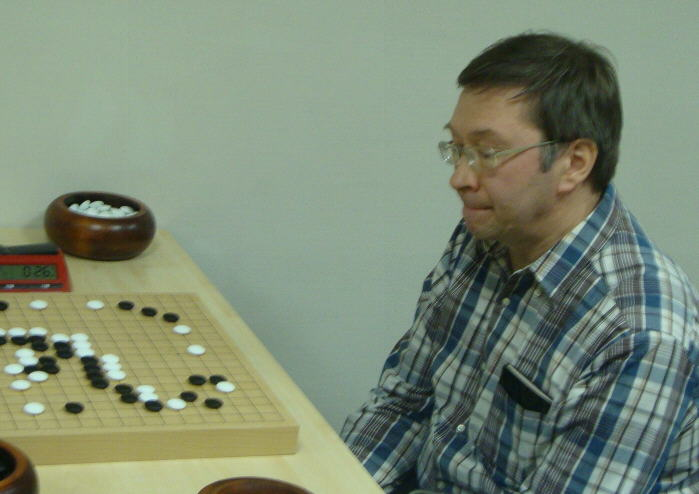
Алексей Лазарев (фото 2014 года)

В списке у каждого ЗМС указываются:

 год рождения (или годы жизни);

 место жительства (субъект федерации) на момент присвоения звания;

 основные достижения на международной арене на момент присвоения звания. 

### 2003
25 декабря
- Лазарев, Алексей Викторович (1960; Республика Карелия) — чемпион Европы 1991, 1992, серебряный призёр ЧЕ 1987, 2003, бронзовый призёр ЧЕ 1993; в парном го: серебряный призёр ЧЕ 2003; в команде: 5-кратный чемпион Европы (1988, 1990, 1992 — командное первенство, 1996, 1999 — командный ЧЕ).
- Богданов, Виктор Иванович (1960; Республика Карелия) — в команде: 5-кратный чемпион Европы (1988, 1990, 1992 — командное первенство, 1996, 1999 — командный ЧЕ).

### 2004
- Динерштейн, Александр Григорьевич (1980; Республика Татарстан) — чемпион Европы 1999, 2000, 2002, 2003.

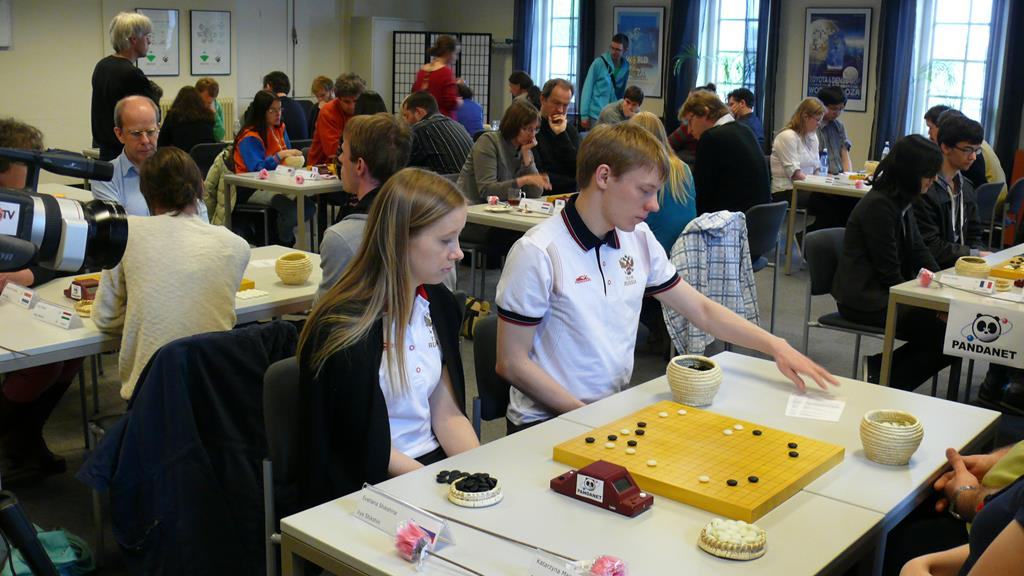
Светлана и Илья Шикшины
на парном ЧЕ 2013

### 2007
- Шикшина, Светлана Валерьевна (1980; Республика Татарстан) — чемпион Европы 2006 (первая в истории женщина, выигравшая ЧЕ); среди женщин: бронзовый призёр ЧМ 1997, чемпионка Европы 1996, 2005; в команде: чемпионка Европы 2001.

### 2012
4 мая
- Ковалёва, Наталья Евгеньевна (1987; Челябинская обл.) — среди женщин: чемпионка Европы 2007; в парном го: чемпионка Европы 2006 (с Олегом Межовым), 2007—2010 (с Дмитрием Суриным), серебряный призёр ЧЕ 2003 (с Алексеем Лазаревым), бронзовый призёр ЧЕ 2005 (с Тимуром Санкиным); в команде: чемпионка Европы 2011.
- Шикшин, Илья Валерьевич (1990; Республика Татарстан) — чемпион Европы 2007, 2010, 2011, бронзовый призёр ЧЕ 2005, 2007; в команде: чемпион Европы 2011.